# Gaasterlân-Sleat
Gaasterlân-Sleat (in olandese Gaasterland-Sloten) è stata una municipalità dei Paesi Bassi situata nella provincia della Frisia soppressa il 1º gennaio 2014. Il suo territorio è andato a costituire parte della nuova municipalità di De Friese Meren.